# 1-й Боснийско-герцеговинский пехотный полк
1-й Босни́йско-герцегови́нский пехо́тный полк (босн. Prvi bosanskohercegovački pješadijski regiment, нем. Bosnisch-hercegovinisches Infanterie Regiment Nr. 1) — пехотный полк Боснийско-герцеговинской пехоты Вооружённых сил Австро-Венгрии.

## История
Образован в 1894 году в Сараево. Состоял из четырёх батальонов: 1-й, 2-й и 4-й входили в состав гарнизона Вены, 3-й батальон базировался в Сараево (там и велась вербовка солдат). Участвовал в Первой мировой войне: 20 солдат полка были награждены золотыми медалями за храбрость.

## Структура
Подчинение: 1894 — 2-й корпус — 25-я пехотная дивизия — 49-я пехотная бригада
Национальный состав: 94% боснийцы, 6% остальные
Место вербовки: Сараево
Гарнизон
Штаб, 1-й батальон: Вена, Энгертсштрассе 226, казарма эрцгерцога Альбрехта
2-й батальон: Винер-Нойштадт
3-й батальон: Сараево
Командир: полковник Карл фон Штёр
Штаб-офицеры:
полковник Эмиль Грегер
оберст-лейтенант Рудольф Кнезич
оберст-лейтенант Филипп фон ле Бё
майор Людвиг Рат
майор Карл Кортан
майор Эрнст Бурель
майор Франц Марковский
майор Йозеф Косанович